# Сад Галатеї
«Сад Галатеї» —  роман сучасного українського письменника В'ячеслава Гука. Перше видання твору було здійснене 2008 року в Сімферополі, у Криму, видавництвом «СМД». На той час це був скорочений варіант. 2015 року київське видавництво «Український письменник» зробило перевидання цього твору в іншій редакції та зі значними доповненнями.
2015 року В'ячеслав Гук номінований на здобуття Національної премії України імені Тараса Шевченка у напрямку «Література» за роман «Сад Галатеї» 

## Сюжет
У романі порушуються гострі питання деструктивного впливу суспільства на людську особистість. Головний герой роману Асар Янсон намагається марно відшукати власне призначення у світі, тамуючи порожнину душі зрадницьким коханням і злочином. Дії твору розгортаються в сучасній і повоєнній Латвії, але ця країна є тільки тлом, яке було необхідне для відтворення авторської думки. Крізною у творі є тема пам'яті, часу і смерті.
«Сад Галатеї» — українська відповідь на роман американської письменниці Nicole Krauss «Історія кохання» (англ. The History of Love).
З подання НСПУ:
Новий роман письменника В’ячеслава Гука «Сад Галатеї» ‑ це твір символістський, імпресіоністський, натуралістський, реалістичний, модерністський, і ще, і ще... Перед нами справді інтелектуальне постмодерністське письмо, позначене сильним міфологічним началом. В’ячеслав Гук написав роман, який свідчить про значний художній потенціал сучасної української прози. Цей твір можна легко сплутати з перекладом сучасного європейського роману або ж роману XX століття.
Письменник із майстерністю зображує художні деталі твору, що стають образами-мотивемами, міфемами, символами й архетипами, а ще роман дуже вражає кінематографізмом, що нагадує видатного Інгмара Бергмана, і стереоскопічністю асоціативних рядів, музичністю і ритмізацією окремих уривків, зрештою, просто-таки синестетичним перетіканням звуку в колір, рух, запах, поруч із колообігом матерії та символіки ідеального...
В’ячеслав Гук створив настільки професійний текст, що читач поринає в його глибини і розчиняється в мові. Йдеться про максимальний ефект «пірнання», коли свідомість читача немовби розчиняється у тканині, поринає в глибини і вже сприймає реальність тексту як реальність життя. Не часто можна натрапити на такий роман, коли ти відчуваєш себе співучасником розмов героїв, коли здається, ніби часову і художню відстань подолано.
«Сад Галатеї» ‑ це інтелектуальний роман, властивий англосаксонській та почасти скандинавській літературній традиції. Події відбуваються в Латвії. Проте надзвичайно цікавими є імаґологічні картини, які створює оповідач, наприклад, про Санкт-Петербург або про Крим, який в уяві героя викликає спогад про пса, якого переїхав трамвай. Образ Петербурга також досить промовистий у романі. Місто зображено в похмуро-гнітючих напівтонах.
«Сад Галатеї», ‑ це постекзистенційний роман, у якому досить чіткими є елементи філософії екзистенціалізму (рефлексійність, увага до першої особи, яка розповідає історію минулого, приреченість життя і бунт героя, нудота від людського марнославства і зустріч зі смертю, прагнення полюбити життя і знайти у ньому щось, що все-таки обґрунтовує потребу у цьому світі, повному огиди і потворності).
«Сад Галатеї» ‑ це роман про свободу і несвободу, про вільну волю і біологічну та психологічну детермінацію. Слідчий і підозрюваний часом міняються ролями. Так само і в житті: ми не завжди можемо сказати, хто є невільником, а хто наглядачем. В’ячеслав Медвідь одним із перших порушив цю філософську дилему в українській літературі («Галерник і наглядач»). В’ячеслав Гук створив роман про людину, якій набридло жити, бо нічого нового вона для себе уже ніколи не пізнає. Ця людина спустилася на дно життя і побачила як найбільше сяйво, так і найбільший бруд. Життя ‑ це каторга, на яку людину обрікає Бог. Самопізнання нічого не варте, якщо поряд із тобою немає того, хто тебе любить.
http://knpu.gov.ua/content/книга-«сад-галатеї»%5Bнедоступне+посилання+з+липня+2019%5D

## Відгуки у пресі
|                                        | Не боюся хвалебних перебільшень у своїх оцінках цього письменника та його романів… це найвищого світового рівня проза, філософська глибінь якої сягає творів Томаса Манна та Хорхе Борхеса. |
| — Дмитро Павличко, «Голоси мого життя» | |

|          | його письмо відрізняється вишуканою «європейськістю» та кінематографічністю образів |
| — «День» |                                                                                     |

|                    | письменник дивує своєрідністю і багатством української мови, а стилістика твору витримана у найкращих європейських традиціях екзистенціального роману XX століття |
| — «Правда України» | |

|                    | він, кримчак, пише чудовою українською мовою, його герої віддаляють читача від «українських реалій» |
| — «Дзеркало Тижня» | |

|                   | це — добротний взірець українського психологічного роману |
| — «Київська Русь» |                                                           |

|                    | маємо справу з одним із найцікавіших інтелектуальних і чи не з одним із перших по-європейськи символічних романів в українській літературі, що відповідає найсучаснішим тенденціям міфологізації художнього |
| — «Слово Просвіти» | |

|                                                                    | Найкращою книгою фестивалю в м. Буча 2016 року було визнано роман засновника «сенсо-фізіологізму» як літературного напрямку, письменника та есеїста В’ячеслава Гука «Сад Галатеї». |
| — Роман «Сад Галатеї» - найкраща книга фестивалю в м. Буча, 2016р. | |

## Статті
- Туга пам'яті
- Злочин як метафора
- Роман «Сад Галатеї» - найкраща книга фестивалю в м. Буча, 2016р.
- Тимофій Гаврилів. Між світлом і темрявою.

## Переклад англійською
- В'ячеслав Гук. Уривок із роману «Сад Галатеї» англійською мовою. Велика Британія.